# 羌中
羌中：古地名，即今甘南藏族自治州临潭、卓尼一带。秦汉时期为羌人游牧的地方。《史记秦始皇本纪》载，当时秦朝统一六国后，版图“东至大海暨朝鲜，西至临洮、羌中……”。临洮即今甘肃岷县，羌中即今甘南藏族自治州临潭、卓尼一带